# System (gry fabularne)
System – zintegrowany zbiór informacji, zawierający zasady (tzw. mechanikę gry) oraz opis świata, pozwalający na grę w określoną grę fabularną.
Systemy RPG najczęściej mają formę kilkusetstronicowego podręcznika lub zestawu podręczników (np. oddzielnie traktujących o świecie gry oraz zasadach lub przeznaczonych osobno dla graczy i Mistrzów gry), zawierającego zwykle, także przykładowe scenariusze, lokacje oraz ilustracje przedstawiające świat gry, jego mieszkańców, przedmioty itd.